# Rock and Roll Music (chanson)
Pour les articles homonymes, voir Rock and Roll Music.
Singles de Chuck Berry
Oh Baby Doll
(1957) Sweet Little Sixteen
(1958)
Rock and Roll Music est une chanson écrite et interprétée par Chuck Berry. Ce single, publié par Chess Records en septembre 1957, a atteint la 8e place du palmarès « Billboard » et devint rapidement un standard du Rock 'n' roll. Interprété par de nombreux artistes, notamment par les Beatles, les paroles de cette chanson vantent les vertus de ce style de musique par rapport aux autres.
Cette chanson est classée 128e du classement des 500 meilleures chansons du magazine Rolling Stone en 2004 et est incluse dans la liste des « 500 chansons qui ont façonné le rock and roll » selon le Rock and Roll Hall of Fame.

## Original de Chuck Berry
La séance d'enregistrement de Rock and Roll Music se déroule le 6 ou le 21 mai 1957 à Chicago (Illinois). Elle est dirigée par Leonard et Phil Chess. Chuck Berry est accompagné de Lafayette Leake (piano), Willie Dixon (basse) et Fred Below (batterie). Le single paraît en septembre 1957 avec Blue Feeling en face B.
A l'automne, Rock and Roll Music se classe en 6e position des charts Rhythm & Blues, et 8e dans le Billboard Hot 100 avant la fin d'année. Chuck Berry l'interprète à la télévision le 16 décembre 1957 dans l'émission de variétés d'ABC, le Guy Mitchell Show.

## Reprises

### Version des Beatles
Pistes de Beatles for Sale
Baby's in Black I'll Follow the Sun
Ce titre est interprété sur scène par les Beatles dès les débuts de leur carrière à Liverpool, la première fois au Casbah Coffee Club (en) de Mona Best (la mère de leur premier batteur), en passant par les clubs de Hambourg jusqu'à leur dernière tournée en 1966.
Ils l'enregistrent 18 octobre 1964 dans les studios d'Abbey Road pour figurer dans l'album Beatles for Sale qui parait le 4 décembre. Chantée par John Lennon, elle est enregistrée en une prise. C'est une de leurs rares chansons de l'époque où le piano prend beaucoup de place. D'après l'assistant ingénieur de son Geoff Emerick, c'est Paul McCartney qui joue cet instrument avec l'énergie endiablée d'un Jerry Lee Lewis mais il est noté sur la pochette de l'album original que George Martin, John et Paul jouent ensemble sur un seul piano. Ce morceau est édité en single en Norvège et en Australie, deux pays où il atteint la première place des « hit-parades ».
Ils l'enregistrent qu'une seule fois dans les studios de la radio d'état, le 25 novembre 1964, pour l'émission Saturday Club (en) diffusée le 26 décembre. Cette version sans piano, se trouve maintenant sur Live at the BBC. On retrouve sur Anthology 2, une version enregistrée le 30 juin 1966 sur la scène du Nippon Budokan à Tokyo, encore une fois sans piano mais cette fois jouée un ton plus bas. Des images de cette prestation sont présentes dans l'épisode 1 du documentaire The Beatles: Get Back de 2021.
En 1976, Capitol Records utilisera le nom de cette chanson comme titre de la compilation où l'on retrouvait une sélection des plus grandes chansons à saveur rock du groupe. La chanson se retrouve sur ce disque avec, pour l'édition américaine, un nouveau mixage effectuée par George Martin.

#### Publication en France
La chanson arrive en France en avril 1965 sur la face B d'un 45 tours EP (« super 45 tours ») titré Les Beatles 1965 ; elle est accompagnée  de Eight Days a Week. Sur la face A figurent No Reply et I'm a Loser.

#### Personnel
Selon les sources :
- John Lennon : chant, guitare rythmique, piano électrique
- Paul McCartney : basse
- George Harrison : guitare acoustique
- Ringo Starr : batterie
- George Martin : piano[10]

ou
- John Lennon : chant, piano électrique
- Paul McCartney : piano (basse sur scène)
- George Harrison : guitare basse (guitare rythmique sur scène)
- Ringo Starr : batterie[5]

### Autres interprètes
Rock and Roll Music est aussi un single des Beach Boys, paru le 24 mai 1976. Ce disque s'est classé à la 5e place des charts aux États-Unis. Le titre figure également sur leur album 15 Big Ones.
Parmi les autres artistes ayant repris cette chanson, on peut citer :
- Bill Haley, sur l'album Just Rock & Roll Music (1973)
- Humble Pie, sur l'album Street Rats (1975)
- Manic Street Preachers, sur le singe The Masses Against The Classes (2000)

et encore Billy Lee Riley, The Byrds, Bruce Springsteen, Emerson-Lake & Palmer, Canned Heat, Status Quo, Bon Jovi...
Cliff Richard l'a intégré dans son Rock 'n' Roll Medley.
Etta James l'a chantée en 1986 accompagnée à la guitare par Chuck Berry, lui-même, lors d'un concert célébrant le soixantième anniversaire de naissance du guitariste et organisé par Keith Richards. On peut voir cette prestation dans le film Hail! Hail! Rock 'n' Roll.

### Adaptations
Georges Aber a adapté les paroles de cette chanson en français sous le titre Rock'n'roll musique pour Johnny Hallyday (album Hallelujah, 1965).
Eddy Mitchell l'a adapté sous le titre J'aime le Rock n' Roll sur son album Rock n' Roll (1971).
Évelyne Courtois l'a intitulé Rock’n' roll circus pour le groupe Martin Circus sur leur single Les Dix Commandements (1977).